# Spergularia platensis
Spergularia platensis là loài thực vật có hoa thuộc họ Cẩm chướng. Loài này được (Cambess.) Fenzl miêu tả khoa học đầu tiên năm 1839.